# Joey Gjertsen
Joey Gjertsen, né le 13 juin 1982 à Tacoma dans l'État de Washington (États-Unis), est un joueur américain de soccer jouant à la position d'attaquant.

## Biographie
Joey Gjertsen est originaire de l'État de Washington et a été formé dans le système sportif universitaire américain. Il a joué deux saisons pour le Evergreen State College situé à Olympia, établissant plusieurs records de l'institution.

### En club
Il a débuté chez les professionnels en 2005, signant avec les Whitecaps de Vancouver. Il a passé deux saisons et demie avec cette équipe, obtenant de bons résultats à l'attaque. Il faisait partie de l'équipe championne en 2006. Le 26 juillet 2007, il a été échangé à l'Impact de Montréal en compagnie de David Testo, en retour de Zé Roberto et de Alen Marcina. Le 24 octobre 2007, il a signé un contrat de deux ans avec le club.
Lors de la finale USL de 2009, il a grandement contribué au succès de l'Impact, en comptant le but de la victoire durant le match retour de la série éliminatoire les opposant à son ancienne équipe et grande rivale de Montréal, les Whitecaps de Vancouver.
Le 20 janvier 2010, c'est avec les Earthquakes de San José qu'il continue sa carrière, après avoir été libéré par l'équipe montréalaise.

## Palmarès
Avec les Whitecaps de Vancouver, il est champion de la première division de la USL en 2006.

## Statistiques en carrière
| Équipe                 | Saison | Ligue | Championnat | Championnat | Championnat | Séries Éliminatoires | Séries Éliminatoires | Séries Éliminatoires | Coupe1 | Coupe1 | Coupe1 | Concacaf Competition2 | Concacaf Competition2 | Concacaf Competition2 | Total | Total | Total |
| Équipe                 | Saison | Ligue | PJ          | B           | P           | PJ                   | B                    | P                    | PJ     | B      | P      | PJ                    | B                     | P                     | PJ    | B     | PJ    |
| ---------------------- | ------ | ----- | ----------- | ----------- | ----------- | -------------------- | -------------------- | -------------------- | ------ | ------ | ------ | --------------------- | --------------------- | --------------------- | ----- | ----- | ----- |
| Whitecaps de Vancouver | 2005   | USL-1 | 29          | 3           | 3           | 2                    | 0                    | 0                    | -      | -      | -      | -                     | -                     | -                     | 31    | 3     | 3     |
| Whitecaps de Vancouver | 2006   | USL-1 | 30          | 12          | 7           | 5                    | 2                    | 2                    | -      | -      | -      | -                     | -                     | -                     | 35    | 13    | 9     |
| Whitecaps de Vancouver | 2007   | USL-1 | 19          | 3           | 1           | -                    | -                    | -                    | -      | -      | -      | -                     | -                     | -                     | 19    | 3     | 1     |
| Impact de Montréal     | 2007   | USL-1 | 10          | 0           | 5           | 2                    | 0                    | 0                    | -      | -      | -      | -                     | -                     | -                     | 12    | 0     | 5     |
| Impact de Montréal     | 2008   | USL-1 | 27          | 1           | 5           | 4                    | 0                    | 1                    | 4      | 1      | 2      | 10                    | 2                     | 4                     | 45    | 4     | 14    |
| Impact de Montréal     | 2009   | USL-1 | 29          | 3           | 0           | 4                    | 1                    | 1                    | 4      | 0      | 0      | -                     | -                     | -                     | 37    | 4     | 1     |
|                        |        | Total | 144         | 22          | 21          | 17                   | 3                    | 4                    | 8      | 1      | 2      | 10                    | 2                     | 4                     | 179   | 28    | 32    |
| San Jose Earthquakes   | 2010   | MLS   | 6           | 1           | 1           | -                    | -                    | -                    | 1      | 0      | 0      | -                     | -                     | -                     | 7     | 1     | 1     |
|                        |        | Total | 150         | 23          | 22          | 15                   | 5                    | 1                    | 9      | 1      | 0      | 10                    | 2                     | 2                     | 186   | 29    | 33    |